# フリオ・アルカ
フリオ・アンドレス・アルカ（Julio Andrés Arca、1981年1月31日 - ）は、アルゼンチン・キルメス出身の元サッカー選手。現役時代のポジションはディフェンダー。イタリア系アルゼンチン人。2000年の南米ユース選手権はキャプテンとしてプレーし、ミドルズブラFCでも副キャプテンを務めた。

## 経歴
AAアルヘンティノス・ジュニアーズでプロデビューを果たすと2000年の南米ユース選手権後にサンダーランドAFCに移籍。2001年のFIFA U-20ワールドカップに優勝。2006年にミドルズブラFCに移籍した。

## タイトル

### クラブ
サンダーランド
- フットボールリーグ・チャンピオンシップ : 2004-05

### 代表
U-20アルゼンチン代表
- FIFA U-20ワールドカップ : 2001

### 個人
- PFA年間ベストイレブン : 2003-04, 2004-05